# Анастасія Михайлівна Романова
Анастасія Михайлівна Романова (рос. Анастасия Михайловна Романова, 16 липня 1860 — 11 березня 1922) — велика княжна Російської імперії з дому Романових, донька російського великого князя Михайла Романова та баденської прицеси Цецилії, дружина великого герцога Мекленбург-Шверінського Фрідріха Франца III, матір данської королеви Александріни.

## Біографія

### Ранні роки
Анастасія народилася 16 липня 1860 року у Петергофському палаці за часів правління свого дядька Олександра II. Її батьками були великий князь Михайло Миколайович та його дружина Цецилія Баденська, яку в Росії називали Ольгою Федорівною. Дівчинка мала старшого брата Миколу, а згодом з'явилися менші — Михайло, Георгій, Олександр, Сергій та Олексій. У 1862–1878 роках сімейство мешкало на Кавказі, оскільки батько був призначений намісником регіону. Головною резиденцією родини був Воронцовський палац у Тіфлісі, оновлений 1865 року. Літні місяці проводили поблизу Боржомі.
В родині велику княжну кликали Стассі. Батько багато часу проводив у війську, матір була суворою жінкою, яка намагалася прищепити дітям дисципліну. Теплі стосунки склалися в Анастасії з братами, особливо близькими вони були із старшим братом Миколою. Втім, дівчинка виховувалася окремо від братів, гуляти разом їм дозволяли лише по неділях. Акцент в освіті княжни ставився на мовах: окрім російської, вона розмовляла французькою, німецькою та англійською. Дівчиною її змальовували як дуже незалежну, розумну і вольову особистість. Висока і струнка, вона мала темне волосся та зелені очі.

### Шлюб

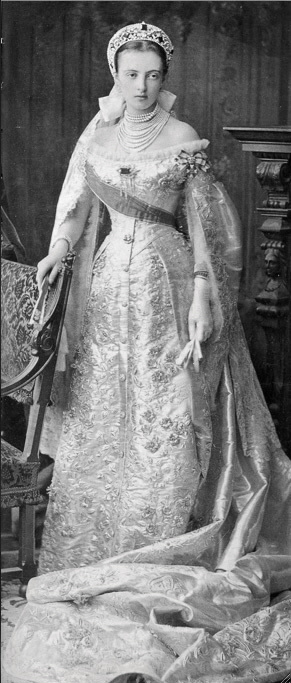
Світлина Анастасії, 1878

Навесні 1878 року до Тіфлісу прибув спадкоємний принц Мекленбург-Шверіну Фрідріх Франц, аби попросити у великого князя руки його доньки. За іншими даними, принц зробив пропозицію у Петербурзі навесні 1878 року, коли Анастасія була там у гостях із матір'ю. Брати були невдоволені майбутньою розлукою із сестрою, дівчині ж не подобався стан шкіри нареченого зі слідами дерматиту на обличчі. Втім, союз був вигідним і династичним. Про заручини було оголошено 4 травня. У жовтні родина попрямувала до Санкт-Петербургу готуватися до весілля.
Вінчання за євангелічним та православним обрядами пройшло у Зимовому палаці Петербургу 24 січня 1879 року. Нареченій на той час виповнилося 18 років, нареченому було 27. Він доводився їй троюрідним племінником, мав велике багатство і слабке здоров'я. На урочистостях були присутніми члени всіх правлячих родин Європи.
8 лютого 1879 року пара прибула до Шверіна. Вони оселилися у свіжовідреставрованому Палаці Марії XVIII століття, однак, обладнати його на свій смак Анастасії не дозволили. Молода жінка невдовзі завагітніла. Вона сумувала за домом і вважала шверінський двір старомодним, а його атмосферу гнітючою. Хоча її матір була німкенею, принцеса так ніколи і не змогла подолати неприязнь до Німеччини. Подружжя відвідало Баден-Баден та Берлін, і на Святий Вечір того ж року Анастасія народила первістка. Всього у подружжя було троє дітей.
Незабаром після цього здоров'я Фрідріха Франца змусило їх подорожувати в більш теплий клімат. У березні 1880 року Анастасія вперше відвідала Росію з моменту одруження. Слабке здоров'я чоловіка було для неї відмінним приводом проводити якомога менше часу в Шверіні. Вона часто їздила до своєї сім'ї в Росію і довгий час подорожувала за кордоном, шукаючи відповідний для його здоров'я клімат на півдні Італії і Франції. Вони жили у Палермо, коли помер правлячий великий герцог Мекленбург-Шверіна, і Фрідріх Франц успадкував трон. Коли його здоров'я зміцніло, вони повернулися до Шверіна.

### Велика герцогиня

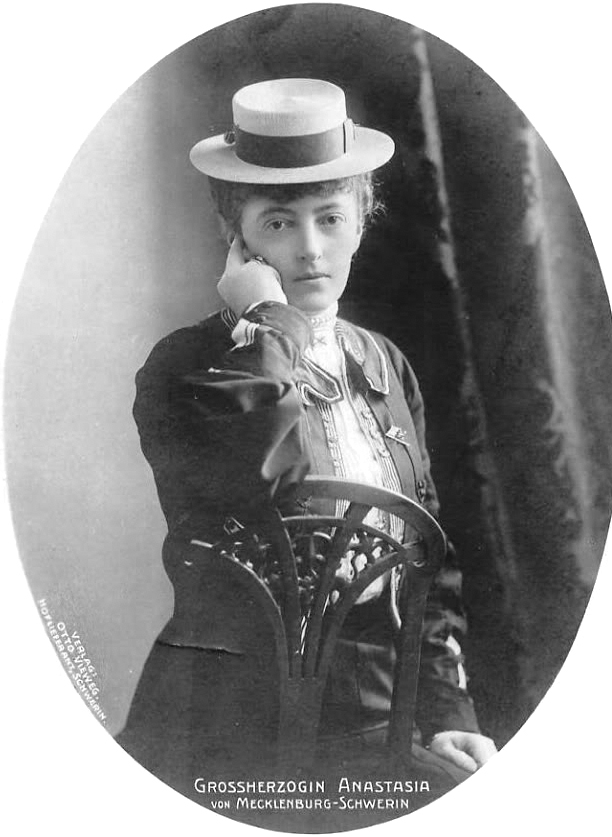
Світлина Анастасії

Спочатку Анастасії подобався її новий статус і розкіш покоїв Шверінського замку, однак невдовзі вона забажала повернутися до Франції або Італії. Місцеве населення було не в захваті від ідеї, що їхні суверени житимуть за кордоном, і піддавали велику герцогиню серйозній критиці. Було вирішено, що великогерцогська пара проводитиме у Шверіні п'ять місяців на рік. Якщо цей час припадав на літні місяці, пара мешкала у мисливському будиночку Гельбензанде, де вони вели просте життя: Фрідріх Франц полював, Анастасія з дітьми ходили на пляж, гуляли лісом та навідували місцевих жителів. Взимку часто мешкали в Каннах.
У 1887–1889 роках Фрідріх Франц збудував віллу Венден над Каннською затокою, де родина мешкала з листопада по травень. Анастасія була гарною тенісисткою і мала власний тенісний корт на віллі. Любила італійську музику, особливо опери Пуччіні, та театр. Розмовляла французькою з чоловіком і англійською з дітьми. Виховувала дітей з простотою та свободою більшою, ніж вона отримувала від своїх батьків, і завжди зберігала з ними тісні відносини. Написані нею листи показують її теплою, турботливою людиною, яка завжди, здається, була щасливою.
Вона відвідувала інші європейські королівські сім'ї, які відпочивали на Рив'єрі; її батьки та брати були частими гостями у неї. Мати померла від серцевого нападу в 1891 році, і Анастасія була дуже близькою до вдового батька та братів. Вона легко витрачала кошти від доходу чоловіка та з власного приданого, за що її часто критикували, але вона любила шокувати людей, які її засуджували. Полюбляла суспільство і була частим гостем ігрових столів в Монте-Карло, витрачаючи великі суми в казино; але, незважаючи на її екстравагантні вчинки, чоловік завжди ставився до неї з любов'ю.
Взимку 1896—1897 років стан здоров'я Фрідріха Франца погіршився. Анастасія перевезла його до Грассу, а на початку квітня вони повернулися до вілли Венден. Очікуючи найгіршого, велика герцогиня послала за сином у Дрезден. 10 квітня великого герцога знайшли непритомним біля парапету саду і того ж дня він пішов з життя. Анастасія була настільки непопулярною в Шверіні, що її підозрювали у вбивстві. Сама ж правителька казала фрейліні, що «втратила найкращого друга».

### Подальше життя
З того часу Анастасія рідко бувала в Шверіні, завжди зупиняючись Гельбензанде. Вона вважала за краще жити на Рив'єрі, Санкт-Петербурзі, Парижі або Англії. Велика герцогиня тримала маленьку квартиру в Парижі, де часто влаштовувала вечірки, активно грала в Монте-Карло. Мала багато захоплень, куди додалися водіння автівок та стрільба по неживій птиці.
У Анастасії почався роман зі своїм особистим секретарем Володимиром Олександровичем Пальтовим, внаслідок якого вона завагітніла. Свій стан велика герцогиня приховувала і у грудні 1902 року народила сина. Виховувала його сама. Коли пізніше він відправився на навчання до Нормандії, писала йому кожен день.
У 1905 році її донька Сесилія взяла шлюб із німецьким кронпринцом. Анастасії дозволили з'явитися при дворі двічі: на їхньому весіллі та після народження первістка. Батько, який був уже в похилому віці, переїхав до неї. Після його смерті у 1909 році Анастасія успадкувала великі статки. Вона продовжувала займатися відвідинами родичів, читанням, вечірками та грою в казино. Один із сучасників висловив думку, що «вона була байдужою до усього, окрім своїх бажань».
Перша світова війна поділила її сім'ю навпіл, оскільки діти та онуки були німцями, а брати — росіянами. Певний час вона сподівалася, що до військового конфлікту не дійде, але з подальшими подіями взяла бік Росії. Оселилася в нейтральній Швейцарії в готелі «Савой», віддавши свою віллу у Каннах під шпиталь для поранених із Експедиційного корпусу Руської армії у Франції. Падіння німецької імперії у 1918 році призвело до втрати правлячого статусу у двох її молодших дітей. Надалі велика герцогиня вирішила жити у Франції. Там вона створила фонд допомоги російським емігрантам, призначивши президентом Володимира Пальтова. Мешкала на віллі Фантазія в Езі на Лазурному узбережжі.
У перший тиждень березня 1922 року Анастасія захворіла, перенесла інсульт і 11 березня померла. Її тіло доправили до Людвігслюсту, де поховали у мавзолеї Олени Павлівни поруч із чоловіком.

## Нагороди
Великий хрест ордену Святої Катерини (Російська імперія) (7 серпня 1860).

## Родина

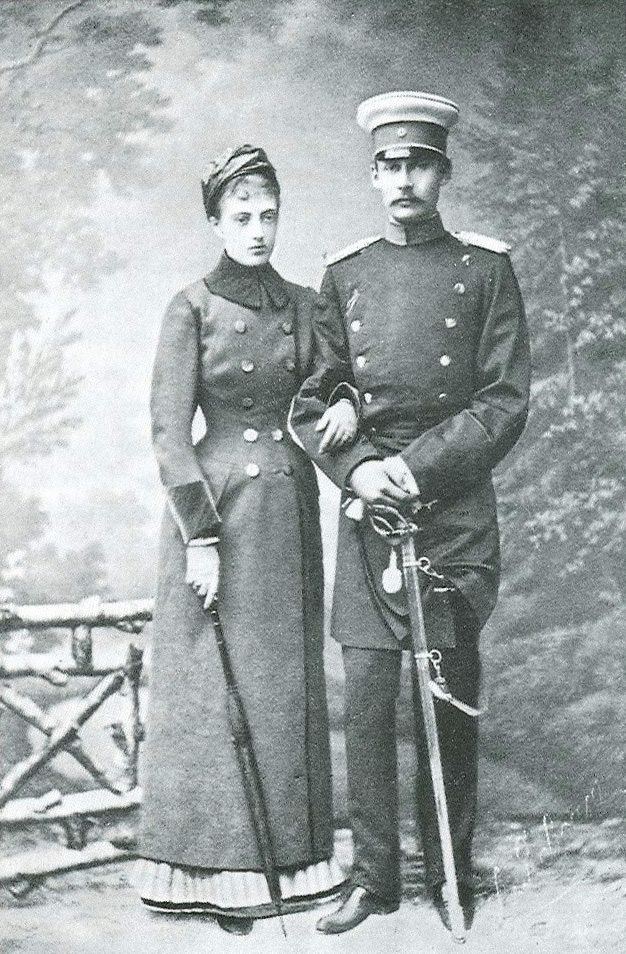
Із чоловіком, 1880

Чоловік — Фрідріх Франц III, великий герцог Мекленбург-Шверінський
Діти:
- Александріна (1879—1952) — дружина короля Данії Кристіана X, мала двох синів
- Фрідріх Франц (1882—1945) — наступний великий герцог Мекленбург-Шверінський у 1897–1918 роках, був одруженим із принцесою Александрою Ганноверською, мав п'ятеро дітей;
- Цецилія (1886—1954) — дружина кронпринца Німеччини Вільгельма, мала шестеро дітей.

Коханець —  Володимир Олександрович Пальтов
Діти:
- Алексіс Луї (1902—1976) — граф де Венден, був одруженим із Полетт Со, мав двох доньок.